# بوب أوسغود
بوب أوسغود (بالإنجليزية: Bob Osgood)‏ هو منافس ألعاب قوى أمريكي، ولد في 21 أبريل 1915، وتوفي في 24 يوليو 1990.